# Heroes (песен)
Вижте пояснителната страница за други значения на Heroes.
Heroes („Герои“) е песен на шведския изпълнител Монс Селмерльов.  Издадена е на 28 февруари 2015 г. на шведския пазар. Песента е написана и композирана от Anton Malmberg Hård af Segerstad, Joy Deb и Linnea Deb. На 14 март, сингълът печели „Melodifestivalen 2015“, с което получава шанса да представи Швеция на Евровизия 2015 във Виена, Австрия и печели конкурса на 23 май 2015 г. с 365 точки.  Песента е първият сингъл от шестия албум на Селмерльов Perfectly Damaged („Перфектно повреден“).